# Оберхелдрунген
Оберхелдрунген (њем. Oberheldrungen) општина је у њемачкој савезној држави Тирингија. Једно је од 50 општинских средишта округа Кифхојзер. Према процјени из 2010. у општини је живјело 924 становника. Посједује регионалну шифру (AGS) 16065052.

## Географски и демографски подаци
Оберхелдрунген се налази у савезној држави Тирингија у округу Кифхојзер. Општина се налази на надморској висини од 150 метара. Површина општине износи 12,4 km². У самом мјесту је, према процјени из 2010. године, живјело 924 становника. Просјечна густина становништва износи 74 становника/km².